# Mohamed Bacar
Coronel Mohamed Bacar (nascido em 5 de maio de 1962 em Barakani, Anjouan, então colônia francesa) foi o presidente de Anjouan, uma das três ilhas autônomas que compõem a União das Comores, de 2001 a 2008. Ele é ex-chefe de policia de Anjouan e estudou extensivamente na França e nos Estados Unidos. 
Liderou um golpe militar em Anjouan em agosto de 2001 e logo se tornou presidente. Eleito presidente da ilha de Anjouan em 31 de março de 2002 e reeleito em 2007, defendia autonomia em relação à União das Comores, que declara sua reeleição irregular. Em maio de 2007, Bacar assumiu o controle militar de Anjouan. Um ano depois, foi deposto por uma intervenção militar conjunta do governo das Comores e da União Africana. Bacar refugiou-se em Mayotte, onde apresentou um pedido mal sucedido de asilo a França.  Expulso, refugiou-se no Benim.